# Jahodnice
Jahodnice vznikla jako satelitní zahradní čtvrť.Leží v katastru středověké vesnice Hostavic a je situovaná jižně od Českobrodské (tehdejší Vídeňské) silnice. Místní název Na Jahodnici se objevuje již v katastrální mapě z roku 1841 a patrně souvisel s pěstováním jahod v této lokalitě. Tento název přetrvával do šedesátých let dvacátého stol., kdy se zjednodušil na pojmenování Jahodnice. Pole mezi nynější Českobrodskou silnicí a Štěrboholy vlastnil hostavický velkostatkář Kolman, který je koupil po r. 1918 a v r. 1925 jich část prodal Legio-centro záložně . Ta pozemky dala rozparcelovat (parcelní čísla v té době navazovala v rámci katastru Hostavic na číslování v historické části Hostavic) a v inzerátech je nabídla demobilizovaným československým legionářům (za údajně výhodných podmínek) na dlouhodobé splátky. Měla zde vyrůst nová obytná legionářská čtvrť s vlastní školou a polyfunkčním Legionářským domem . První stavební parcely se zde začaly vyměřovat v roce 1925  ,
a byly odprodány 22 bývalým československým legionářům z první světové války, z nichž 14 bojovalo v Rusku, pět ve Francii, dva na srbské a jeden na italské frontě. Ti v r. 1927 začali dávat stavět své domky. Cena domků s parcelou se pohybovala kolem 30 tis.Kč. Tehdejší hypotéční splátky majitelů domků činily 80 – 120 Kč měsíčně.  Byly zděné a byly vybaveny splachovacím WC a koupelnou, ale odpady z nich tekly do jímky a ta se musela vyvážet. Architektonický vzhled domků je patrný z dobových fotografií .  V sedmdesátých letech min. stol. majitelé začali ve velkém domky upravovat a přestavovat, tak že v současnosti již většina z nich nemá původní podobu. Rok 1927 je jahodnickými občany považován za rok vzniku Jahodnice, tak v r. 1977 nejen Legionáři na Jahodnici slavili 50 let od založení. . V r. 2027 uplyne 100 let existence Jahodnice.  
Velkým nedostatkem pro občany byla absence vodovodu, kanalizace, chodníků i vozovek.  Chodník si každý budoval sám dle svých možností, a tak vzniklo několik kategorií chodníků. V té nejnižší byl chodník tvořen pruhem původní louky (za deště lepivým jílem rozbahněné, jinak plné jitrocele, řebříčku, heřmánku, jetele a jiných rostlin) pouze odvodňovací stružkou oddělený od pomyslné vozovky ulice, jiné majitel domku olemoval betonovým obrubníkem a chodník posypal škvárou či popelem, několik málo chodníků mělo nejen obrubník, ale bylo vydlážděno světle šedými struskocementovými cihlami, které tehdy vyráběla a prodávala Vysočanská spalovna. Ty byly vyhledávány dětmi s koloběžkami a tříkolkami. Některé vozovky občané zprovoznili naházením kamení a zlomků cihel do bezedného jílu, většina však, zejména po deštích, zůstávala nesjízdná. Vodovod občané postrádali zejména proto, že až na několik výjimek v místě domků č. p. 103 a č. p. 104 v dnešní ulici Písčité, kde ve studních byla normální dobře použitelná voda, ti šťastlivci tam byli Horákovi, Řehákovi, Šlajsovi ... V ostatních studních byla voda s velkým obsahem hořčíku a železa, takže byla velice hořká. Nedala se použít na vaření, ani na zalévání zeleniny či ovocných stromů a dokonce ani na praní prádla a mytí. Pro její velkou tvrdost mýdlo se v ní srazilo tak, že jeho funkce zcela vymizela. Voda se však dala pít. Vodu na vaření a praní si obyvatelé v nádobách na vozíčcích dováželi od obecní studny v Hostavicích, která je tam do dnes. Jen původní vysoká dřevěná pumpa byla počátkem padesátých let min. století nahrazena pumpou litinovou, kdy v tom místě též došlo k úpravě komunikace a původní brod přes Hostavický potok u jeho vtoku do Hostavického rybníka, byl pro vozovou a automobilovou dopravu nahrazen mostem. Můstek pro pěší existoval již před tím.
V centru Jahodnice si občané vlastními silami po Druhé světové válce vybudovali park a sokolovnu.
O tehdejším kulturním a společenském životě Na Jahodnici promlouvá

### Sokolovna a park Na Jahodnici
V centru čtvrti Na Jahodnici u Českobrodské silnice byla louka dělená na dvě podobně velké části (severní a jižní) cestou táhnoucí se od východu k západu navazující na dnešní ulici 9. května. V současnosti je tato cesta rovnoběžně s původní posunutá asi o 10 m k Českobrodské silnici, neboť jinak by šla po později vytvořeném hřišti T J Sokol.
Na jižní části louky vzniklo hřiště T J Sokol s tělocvičnou, na severní části park.
Prvotní myšlenka na vznik tělocvičny Na Jahodnici  se začala rodit 30.6.1945 v restauraci „U Uhlířů“ (Baštýřská č. p. 67, nyní hudební škola) na první pracovní schůzce Tělovýchovného národního výboru (TNV) kde se sešlo 12 zástupců sportovních složek z Jahodnice a Hostavic. Byli přítomni zástupci Čechie Hostavice, T J  Sokol Na Jahodnici, DTJ Na Jahodnici a Hasičského sboru Hostavice. Na tomto shromáždění vznesl pan František Roček (otec fotbalisty Zdeňka Ročka) návrh na postavení tělocvičny.
Netrvalo dlouho a sokolovna stála. Její budova byla smontována na pro ten účel vybudované betonové desce z komponentů dřevěných montovaných baráků, které používala německá armáda.  Za Protektorátu byla kolem Prahy vybudována řada stanovišť protiletecké obrany a obsluha protileteckých děl takové baráky používala. Po válce v r. 1945 byly opuštěné. Několik občanů zajelo s nákladním autem do Hostivaře, kde takové stanoviště protiletecké obrany bylo, baráky rozebrali a pod vedením odborníka, majitele tesařství a truhlářství Na Jahodnici pana Františka Jandejska, smontovali tělocvičnu, která slouží dodnes. Původně se vytápěla velkými kamny a za mrazů bylo v tělocvičně jen několik málo stupňů nad nulou. Záchody byly jen suché. Majitel tělocvičny T J Sokol, přesto že členů platících příspěvky bylo Na jahodnici mnoho, neměl nikdy dostatek financí, aby mohl budovu dále zvelebovat. Budova nebyla tepelně dostatečně izolovaná, neměla konstrukci stropu natolik nosnou, aby na ni bylo možno zavěsit tělocvičné nářadí jako třeba kruhy, záchody nebyly splachovací...Tělocvična ale i tak přinesla občanům mnoho radosti a sportovního vyžití.
Park začal vznikat po r. 1946 iniciativou, umem a usilovnou prací jahodnického občana, pana J. Kříže. Tento nadšený sokol a zahrádkář postupně svoji iniciativou strhnul k této činnosti řadu spoluobčanů. Společnou, několikaletou prací vznikal v současnosti již vyzrálý park. V jeho centru na křížení cest zasazená Masarykova lípa byla na jaře r. 1948 vykopána několika jahodnickými ženami s rudými šátky na hlavě a nahrazena Gottwaldovým kaštanem, který koncem jara 2024 uhnil a padl.

Od roku 1968 je připojená k území Prahy.
V roce 2017 tu byla otevřena nová mateřská škola, protože díky rezidenční výstavbě tu přibylo mnoho obyvatel.